# Cichlidae
La famiglia dei Ciclidi (Cichlidae) comprende 1662 specie di pesci d'acqua dolce.
Questi pesci sono conosciuti e studiati prevalentemente in ambito acquariofilo e scientifico, ma sono anche fonte primaria di cibo per le popolazioni che abitano le aree fluviali e lacustri popolate dai ciclidi.

## Distribuzione
I Ciclidi sono diffusi principalmente in tutta l'Africa, nella parte mediterranea del Medio Oriente, nel continente americano dal Texas all'Argentina, Cile escluso. Un genere è stato localizzato in India e Sri Lanka e un altro è endemico di una ristretta area dell'Iran. Le specie dei generi Tilapia e Oreochromis sono allevate e naturalizzate in tutti i paesi caldi comportandosi talvolta come specie invasive.
Delle circa 1700 specie di Ciclidi:
- 1000 sono originarie del continente americano
- 700 provengono dall'Africa e
- 3 (allo stato attuale) sono state localizzate in India.

## Origini
Facendo parte di una famiglia di pesci molto numerosa, i Ciclidi hanno assunto con il tempo forme diverse, spesso poco accomunabili tra loro e più con altre famiglie (Badidae, Cyprinidae): ciò è dovuto al bisogno di occupare le stesse nicchie biologiche. L'evoluzione dei Ciclidi si data nel Cretaceo, tra 140 e 65 milioni di anni fa, quando Africa e Sud America erano ancora unite nel grande continente meridionale chiamato Gondwana, anche se le testimonianze fossili rintracciate risalgono solo agli ultimi 30 milioni di anni. 

La classificazione è quindi piuttosto dettata da caratteristiche anatomiche comuni, che i pesci di questa famiglia mantengono come retaggio di antenati lontani.

## Anatomia
Una prima caratteristica è la conformazione della faringe, composta da un unico osso faringeo inferiore (anziché le canoniche due), che accomuna i Ciclidi alla maggior parte dei pesci d'acqua dolce e a poche famiglie d'acqua salata, a cui questa famiglia è evolutivamente prossima. 

Questa conformazione ha modificato l'intera bocca, creando delle seconde mandibole, chiamate appunto mandibole faringee: si hanno così due ossa faringee superiori, denti robusti sull'osso faringeo inferiore e una disposizione dei muscoli della masticazione complessi e differenti, che permettono ai Ciclidi l'estroflessione della bocca e la possibilità di muovere internamente le doppie mandibole per masticare il cibo, spesso troppo grande per un unico boccone (si ricorda che i ciclidi sono onnivori, quindi spaziano da alghe filamentose a piccoli crostacei e pesci più piccoli).
Sulla testa presentano un paio di narici che non hanno funzione respiratoria ma olfattiva, essendo collegate a recettori particolari. Alcuni generi presentano inoltre la linea laterale divisa in due parti.
Altra peculiarità, esclusiva dei Ciclidi, è l'orientamento verso sinistra del duodeno, che tutte le altre famiglie di pesci presentano orientato a destra. Non ci sono prove che comporti benefici alla vita di questi pesci, si ritiene sia semplicemente un'eredità del progenitore comune.
La differenziazione più inusuale è localizzata nell'orecchio interno: come tutti i pesci presentano sì l'otolite, un cristallo di aragonite immerso nel liquido linfatico che muovendosi permette il mantenimento dell'equilibrio, però questo presenta un profondo solco chiamato Pseudocollicolo anterocaudale la cui funzione ancora non è stata accertata.

## Etologia
Tutti i Ciclidi mostrano un comportamento territoriale, più spiccato nei maschi e nel periodo dell'accoppiamento. In alcune specie i maschi cambiano addirittura colore della livrea per apparire più grandi, minacciosi o per impressionare le femmine. Praticamente tutte le specie tendono a scavare buchi nella ghiaia o nella sabbia, chi per costruire un nido, chi per alimentazione, o per segnalare il territorio.

## Riproduzione

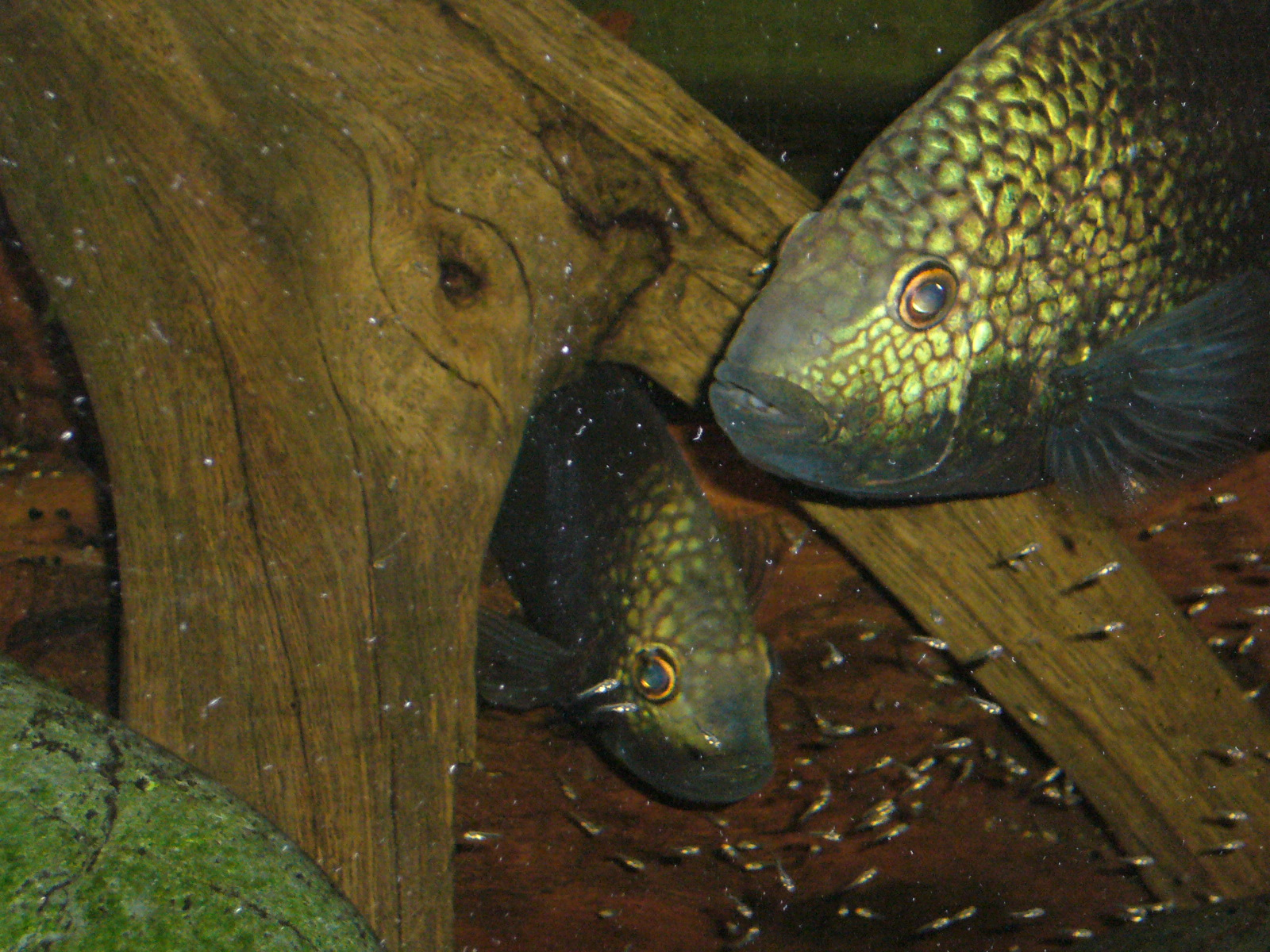
Herichthys carpintis e prole

Le specie di questa famiglia hanno sviluppato comportamenti altamente organizzati per quanto riguarda la riproduzione.

### Cure parentali
Tutti i ciclidi mostrano di avere cure parentali per le uova e gli avannotti, che in alcune specie si protraggono anche per alcuni mesi, quando i piccoli sono ormai indipendenti.
Vi sono casi di cure parentali comuni, dove più coppie monogame partecipano alla cura delle nidiate, unite in un solo gruppo di avannotti: è il caso di Amphilophus citrinellus, Etroplus suratensis e Tilapia rendalli.. Nelle specie del genere Neolamprologus la comunità è formata da una o più coppie, che continuano a riprodursi, e dalla loro progenie. In questi casi tutta la comunità, compresi i fratelli più grandi, partecipano alla protezione delle ultime nidiate
Molti ciclidi, inclusi i Discus (Symphysodon spp.), alcune specie di Amphilophus, Etroplus e Uaru, nutrono i loro piccoli attraverso una particolare secrezione prodotta da particolari ghiandole della mucosa.

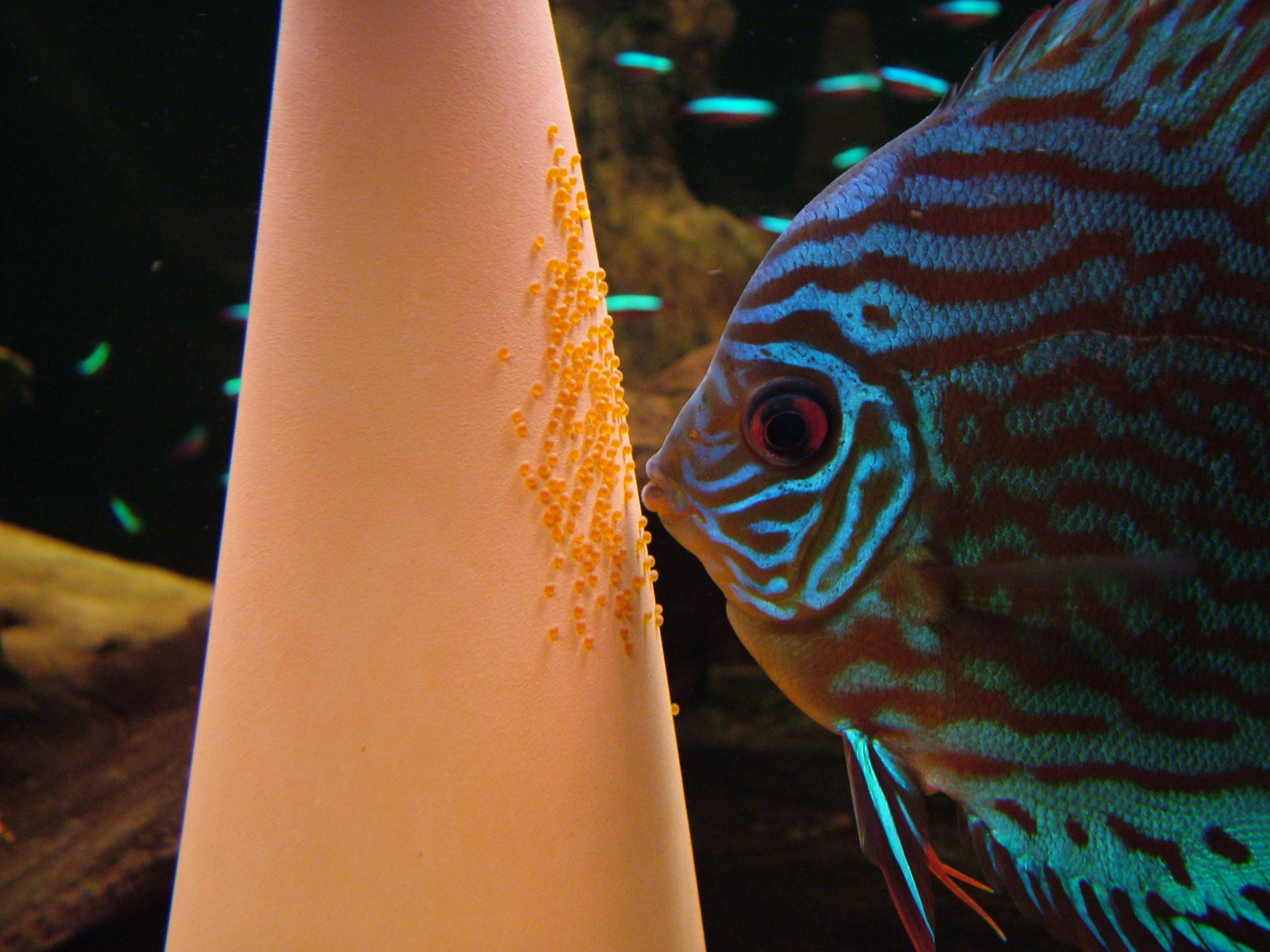
Covata di S. aequifasciatus su un cono di terracotta usato in acquariofilia

Studi etologici hanno suddiviso le specie in base ai differenti metodi di cure parentali: vi sono specie che depongono le uova all'aperto (sul fondo o su superfici diverse come piante acquatiche, sassi, legni sommersi), altre che si riproducono in tane nascoste e ciclidi che covano le uova in bocca ("incubatori orali"): questi ultimi sono suddivisi tra quelli che covano soltanto le uova in bocca e quelli che proteggono gli avannotti in bocca.

#### Ciclidi che depongono le uova all'aperto
Queste specie depongono le uova in buche scavate sul fondale oppure su rocce, foglie di piante acquatiche e legni sommersi. È il caso di Pterophyllum, Symphysodon e numerose altre specie (Aequidens, Nannacara, Astronotus, Uaru, Etroplus, ecc..). Solitamente i due riproduttori sono impegnati in ruoli diversi: mentre il maschio pattuglia il territorio o l'area intorno al nido, scacciando qualunque essere vivente si avvicini troppo, la femmina ossigena le uova con le pinne, le pulisce ed elimina quelle infeconde o morte. Alla schiusa delle uova la femmina provvede a nutrire i piccoli, ed entrambi i genitori monteranno la guardia ai piccoli.

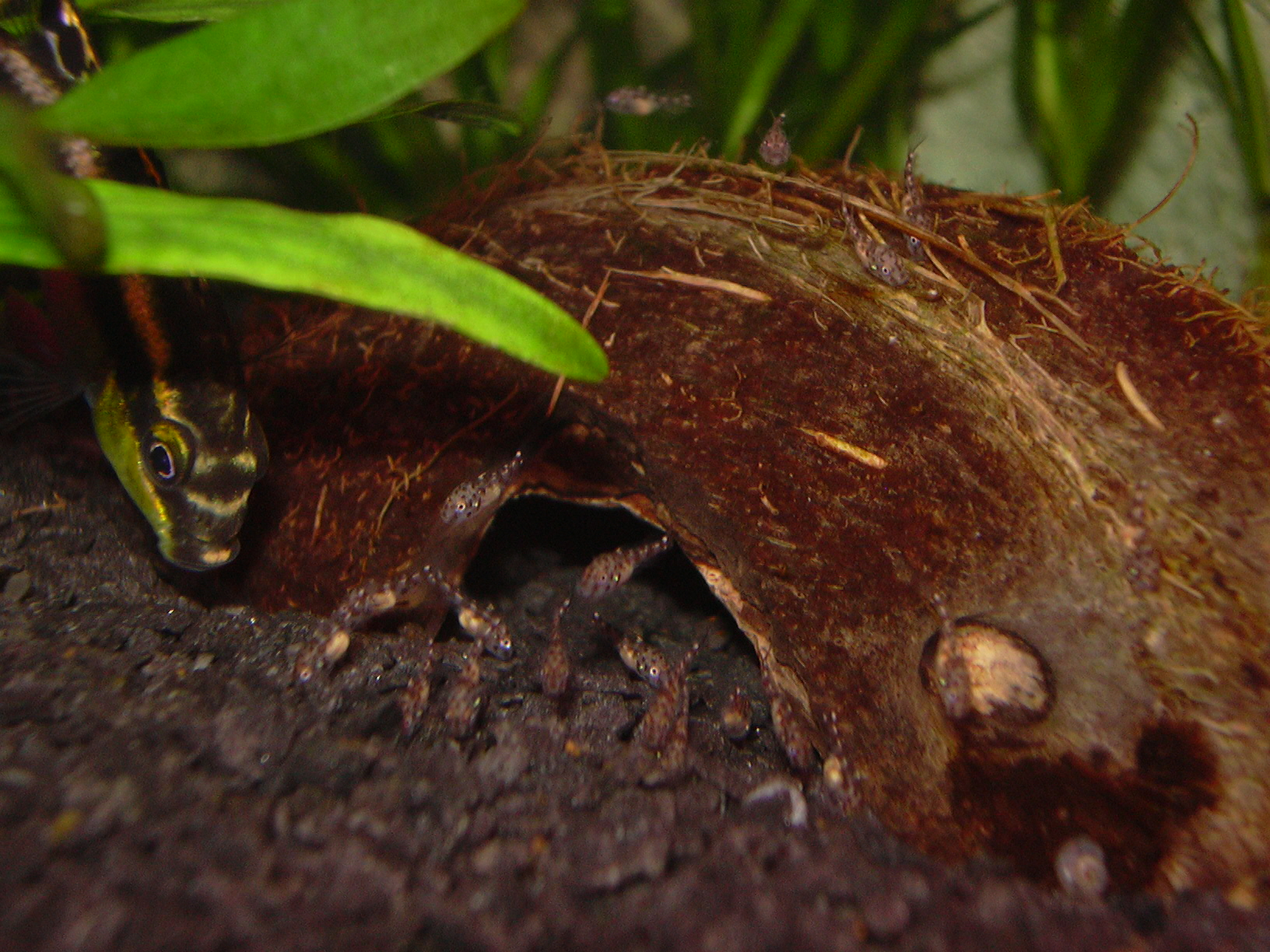
Nidiata di P. pulcher

Tuttavia è stato dimostrato che entrambi i genitori possono adottare l'intera gamma di comportamenti descritti, indipendentemente dal sesso.

#### Ciclidi che depongono le uova in tane nascoste
Queste specie depongono le uova in anfratti rocciosi, buche, fessure o gusci di conchiglie: le uova sono solitamente fatte aderire alle superfici verticali o sul soffitto della tana. Alcuni esempi sono Pelvicachromis, Neolamprologus, Telmatochromis, Archocentrus, Apistogramma, Altolamprologus e Nanochromis. Riproduttori e avannotti comunicano tra loro con particolari movimenti del corpo e tremori. Dalla deposizione e per alcuni giorni i piccoli rimangono nascosti nel nido: i genitori provvedono a procurare loro il cibo, permettendo poi nei giorni successivi ad affacciarsi dalla tana e acquistare confidenza con l'ambiente esterno. Entrambi i genitori montano costantemente la guardia alla prole, mentre il maschio allontana anche eventuali intrusi.

#### Incubatori orali di uova[13]

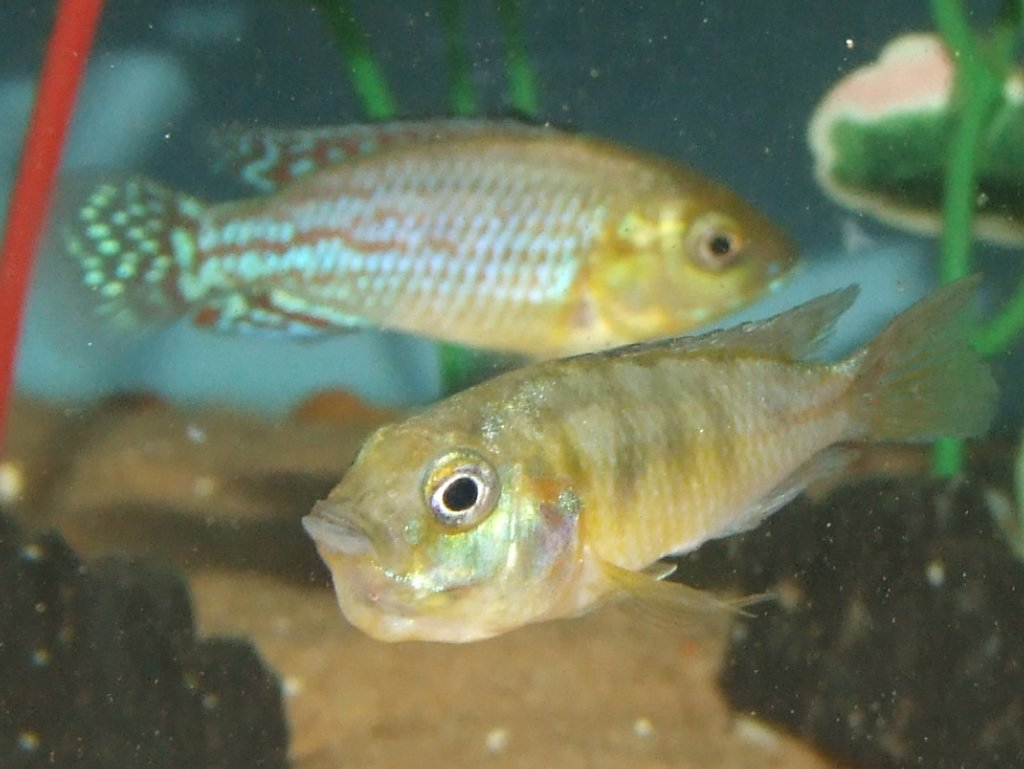
Femmina di P. nicholsi con la covata in bocca

I clicidi incubatori orali di uova, come suggerisce il nome stesso, covano le uova in bocca, permettendo poi agli avannotti di nuotare liberi una volta cresciuti. Gli esempi includono molte specie della Rift Valley, endemiche dei Grandi Laghi Africani: quasi tutti i ciclidi del Lago Malawi, e molte del Lago Tanganica e Vittoria, tra cui Maylandia, Pseudotropheus e Tropheus. Questo comportamento è stato riscontrato anche in alcuni ciclidi americani, tra cui Geophagus steindachneri.

#### Incubatori orali larvofili
Alcune specie di ciclidi invece di covare le uova in bocca le depongono normalmente in una tana o su una superficie all'aperto ma proteggono gli avannotti in bocca in caso di pericolo. L'esempio più conosciuto è certamente la Tilapia, ma altre specie sono Geophagus altifrons, alcune specie di Aequidens, Gymnogeophagus e Satanoperca. In questi casi il genitore che protegge i piccoli in bocca è solitamente la femmina, anche se in Spathodus, Eretmodus, Tanganicodus, alcune specie di Sarotherodon, Aequidens e in Chromidotilapia guentheri sono entrambi i genitori ad assolvere questo compito In casi più rari sono solamente i maschi, come per Sarotherodon melanotheron. Questo metodo riproduttivo sembra si sia evoluto in modo indipendente in diversi gruppi tassonomici di ciclidi.

### Rapimenti e adozioni
I ciclidi Amphilophus citrinellus praticano il rapimento e l'adozione di avannotti di altre coppie o addirittura di altre specie. Capita così di osservare lotte tra maschi per rapire o riprendersi gli avannotti. Una volta inseriti nel gruppo dei propri piccoli, entrambi i genitori praticano le cure parentali come se fossero la propria progenie, senza distinzioni.
Questo apparente senso di genitore non deve però ingannare: è stato ipotizzato da studi etologici che il motivo reale di questi rapimenti è mantenere un numero di piccoli adeguato in modo da mantenere una percentuale di vita dei propri piccoli abbastanza alta. Se una coppia viene privata di un gran numero di piccoli da un predatore, cercherà di rapire avannotti da altre coppie o specie fino a quando non tornerà ad avere un numero di piccoli adeguato in modo da poter garantire più sopravvivenza alla propria progenie: infatti, in caso di predazione, verranno uccisi anche piccoli non geneticamente figli.

### Monogamia e Poligamia
I ciclidi si accoppiano praticando la monogamia o la poligamia. Questo non influisce e non è collegabile ai diversi metodi di cure parentali precedentemente descritti: infatti anche se la maggior parte di ciclidi monogami non sono incubatori orali, Chromidotilapia, Gymnogeophagus, Spathodus e Tanganicodus sono incubatori orali monogami. Invece numerose specie che depongono le uova all'aperto o in tane sono poligami, come Apistogramma, Lamprologus, Nannacara e Pelvicachromis..

Alcune specie come Pterophyllum scalare praticano la monogamia per alcuni cicli produttivi (1-3), per poi rompere il legame e cercare altri partner

## Predatori e prede
Dotati di un appetito vorace, i Ciclidi sono spesso impegnati nel procurarsi il cibo, brucando tra le rocce, scavando nella sabbia.
Principalmente onnivori, la quasi totalità di questi pesci bruca alghe filamentose e germogli teneri di piante (spesso distruggendo l'intera flora dell'acquario), ma ha bisogno anche di un grande apporto di proteine: la sua dieta è composta al 70% da prede vive. I Ciclidi si nutrono principalmente di avannotti, insetti, larve di insetti, molluschi e vermi, e pesci più piccoli (soprattutto le grosse specie, come Astronotus ocellatus).
Occupando molte volte una posizione di superpredatori nella piramide alimentare del loro biotopo, i Ciclidi sono però predati normalmente da molti altri pesci durante l'infanzia.
Una volta diventati adulti però, la maggior parte dei Ciclidi sono troppo grossi o aggressivi per diventare prede; ciò non impedisce però ad altri animali di cibarsene, costituendo una ghiotta fonte di cibo. Nell'ambiente acquatico sudamericano, i predatori principali dei Ciclidi sono: caimani, anaconda, falchi, giaguari e soprattutto lontre; in quello africano i grossi Ciclidi vengono catturati solo da uomini, pellicani e coccodrilli mentre i ciclidi nani devono guardarsi anche da lontre, uccelli pescatori e altri pesci predatori.

## Pesca

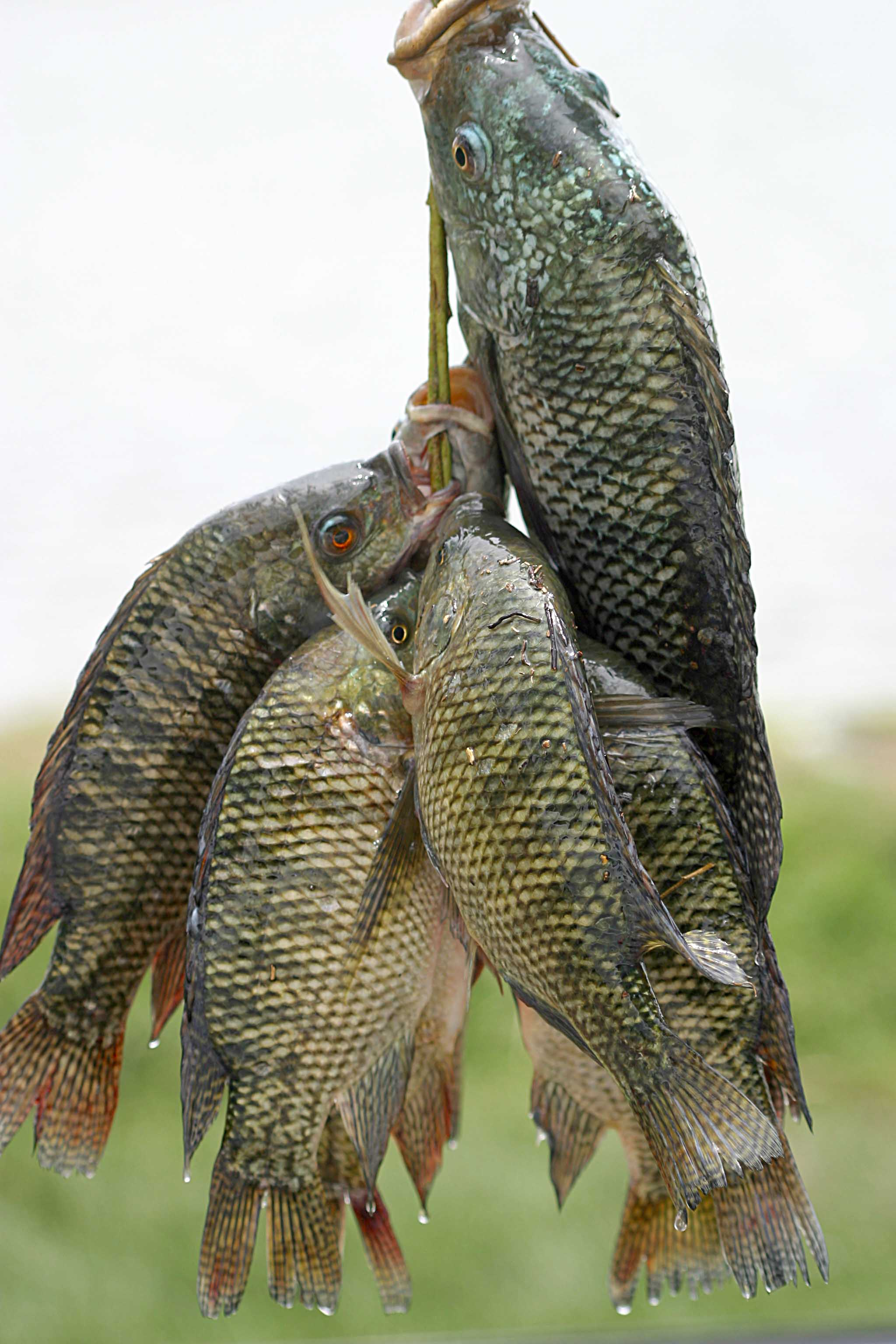
Tilapie pescate in Etiopia

Molte specie di Ciclidi vengono pescate dagli esseri umani a scopo alimentare:  nei laghi della Rift Valley africana si pescano decine di specie commestibili, come i pesci del genere Sarotherodon (oltre 30 cm di lunghezza, apprezzati per le carni delicate) che costituiscono addirittura l'alimento base nella dieta di queste popolazioni.
Nel continente americano le specie Tilapia riscuotono grande successo e sono vendute anche al supermercato. In Europa sono poco conosciuti ma si sta creando un piccolo mercato.

## Pericoli
Se grande interesse suscita la biodiversità dei Ciclidi, questa particolarità è oggetto di preoccupazione poiché varie decine di specie autoctone sono a rischio di estinzione. Le cause sono molteplici, dalla pesca (per l'acquariofilia e soprattutto alimentazione) all'introduzione di specie aliene, inquinamento, distruzione dell'habitat (deforestazione che fatto riversare nel lago grandi quantità di suolo). 

Interessante è il caso del lago Vittoria, dove anni fa fu introdotta la Perca del Nilo, per ovviare alle difficoltà dei pescatori tanzaniani nel trovare cibo. Il biologo olandese Tijs Goldschmidt studiò con attenzione l'introduzione di questo pesce, notando come costringesse all'estinzione molte specie di Ciclidi  (predandoli ed entrando in competizione per il cibo) 
. Alcune specie si estinsero, ma recentemente il biologo è tornato al lago Vittoria, scoprendo che nuove specie si sono evolute da altre per riempire il vuoto biologico lasciato da quelle estinte. Un esempio della capacità di evoluzione e di adattamento di questa straordinaria famiglia di pesci. 

L'introduzione della Perca del Nilo è invece raccontata nel film l'incubo di Darwin.

## Sottofamiglie
Numerosissima famiglia, i Ciclidi sono divisi nelle seguenti sottofamiglie:
- Astronotinae
- Cichlasomatinae
- Cichlinae
- Etroplinae
- Geophaginae
- Heterochromidinae
- Pseudocrenilabrinae
- Ptychochrominae
- Retroculinae
- Cichlidae in incertae sedis

## Acquariofilia

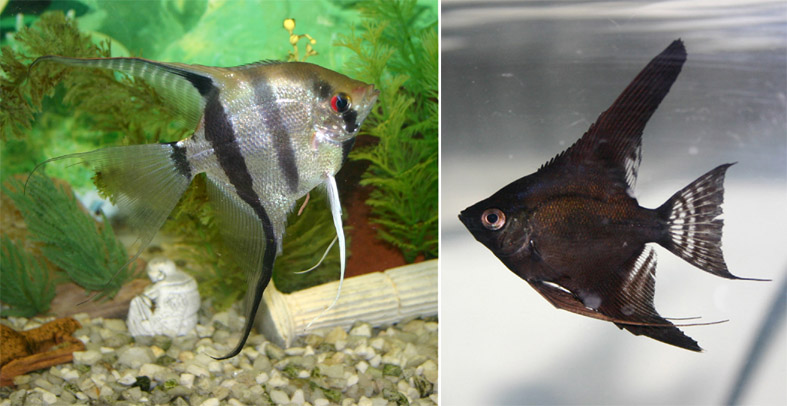
Due esemplari di Scalare o Pesce angelo (Pterophyllum scalare)

Il grande interesse acquariofilo per i Ciclidi nacque nel decennio 1960-1970, quando furono effettuate diverse spedizioni scientifiche nei laghi della Rift Valley, in Africa, e si scoprì la grande quantità di specie endemiche che popolavano questi laghi. 

Centinaia di esemplari vennero esportati nei laboratori biologici ed etologici di tutto il mondo, contribuendo ad aumentare la popolarità di questa famiglia. Ancora oggi i Ciclidi sono tra i pesci più ambiti dagli acquariofili, sia per il loro aspetto, sia per l'interessante comportamento. 

Attualmente i Ciclidi più diffusi sono Pterophyllum scalare, Astronotus ocellatus, Pelvicachromis pulcher, Symphysodon discus e le Mbuna africane.

### Ciclidi nani

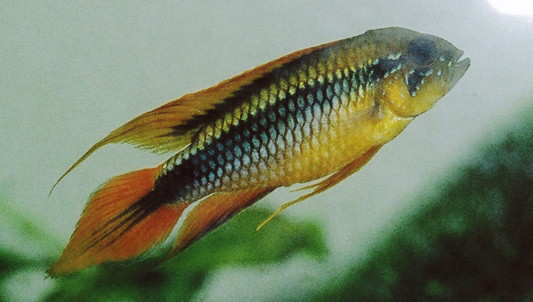
Un esemplare maschile di Apistogramma agassizi

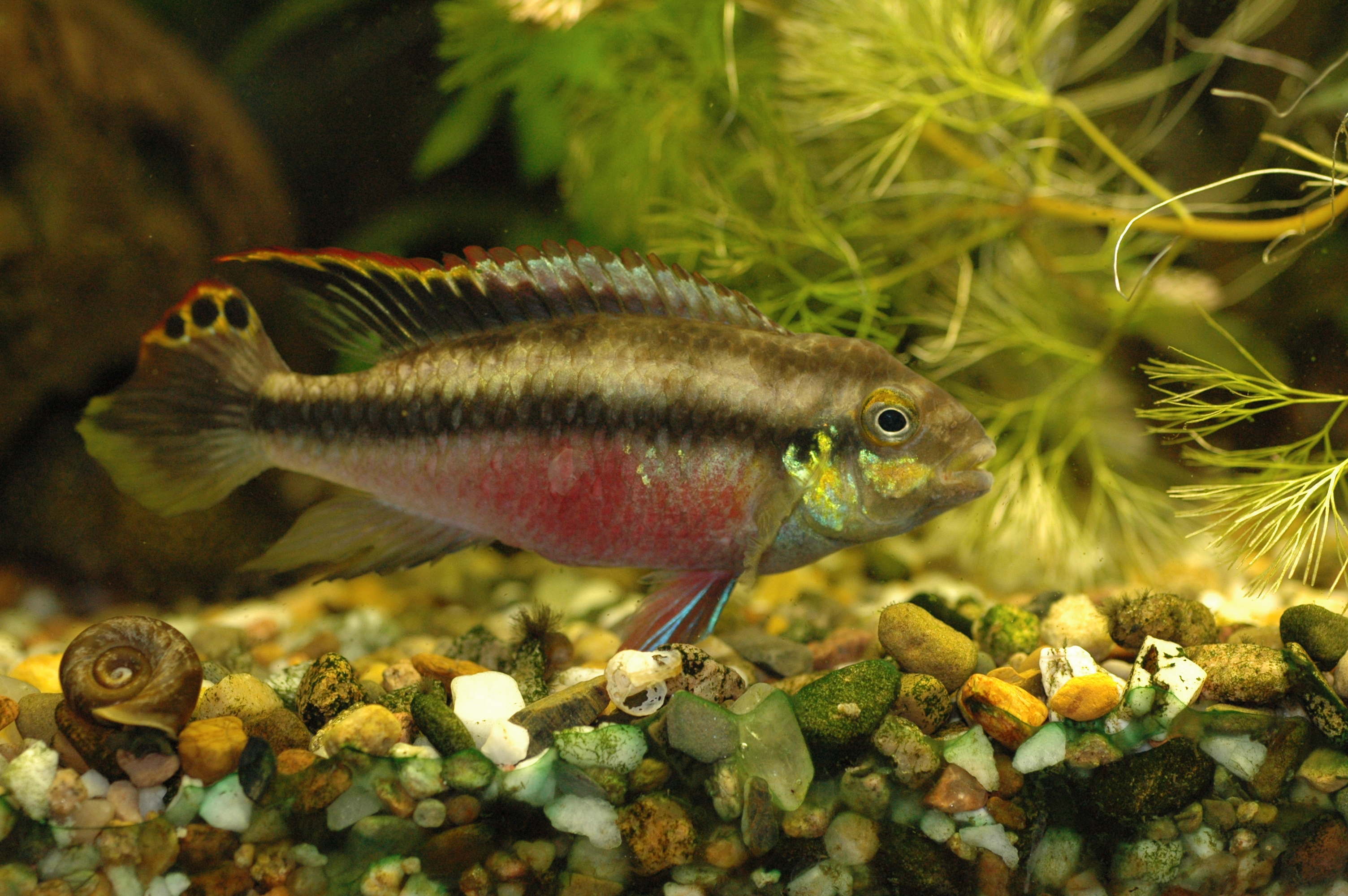
Pelvicachromis pulcher, maschio

La classificazione scientifica dei Ciclidi non riconosce questa suddivisione  (in base cioè alla grandezza della specie). Tuttavia questa definizione si è diffusa da parecchi decenni tra gli appassionati di tutto il mondo, classificando i Ciclidi che non raggiungono grandezze superiori a 12–14 cm comunità.
Solitamente cosa accomuna i Ciclidi nani è il dimorfismo sessuale, in quanto le livree maschili sono differenti e a volte più colorate di quelle femminili.

### Ciclidi dei laghi africani

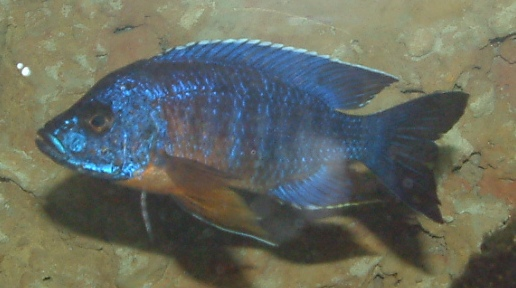
Aulonocara jacobfreibergi

I Ciclidi dei laghi africani sono diffusi soprattutto nell'Africa orientale, che comprende i grandi laghi Malawi, Tanganica e Vittoria, oltre a numerosi fiumi, malgasci compresi. 

La caratteristica principale di questi ambienti è l'enorme disponibilità di spazio: laghi estesi quanto la pianura padana e profondi oltre un chilometro e mezzo, con salinità e durezza dell'acqua tutte particolari. Praticamente degli immensi serbatoi di biodiversità, che hanno portato queste specie ad assumere caratteristiche evolutive diverse a volte nel comportamento o addirittura nell'aspetto fisico e nella colorazione. Un'interessante ricchezza biologica ed etologica che appassiona acquariofili e biologi di tutto il mondo, anche maggiore dei famosi fringuelli delle Galápagos di Charles Darwin.

### Ciclidi conchigliofili

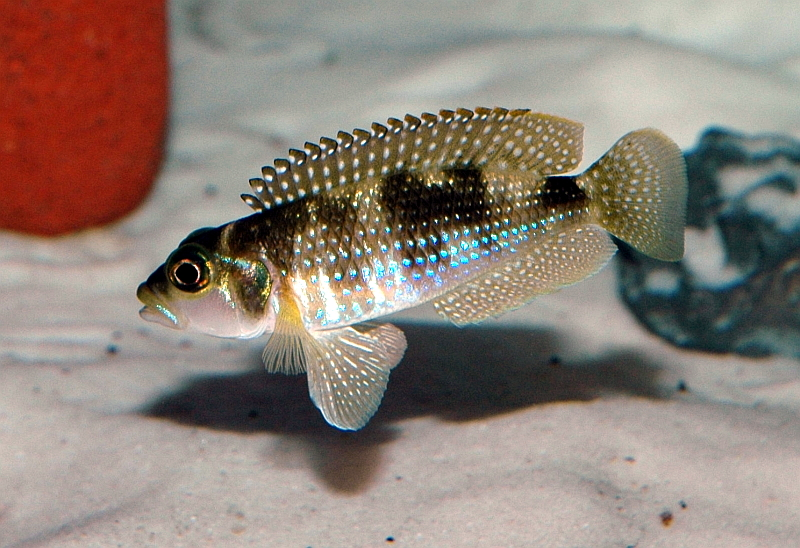
Lamprologus stappersi maschio

Diffusi negli immensi fondali del lago Tanganica, questi pesci vivono in speciali biotopi che si creano solo qui: distese a perdita d'occhio di gusci di gasteropodi morti. 

Chiamato dai biologi tanatocenosi, questi resti di conchiglie spessi parecchi centimetri sono riscontrabili tra profondità di 10-35 metri lungo le coste sabbiose del lago, che è abitato copiosamente da decine di specie di gasteropodi, molte delle quali endemiche. Solitamente il carbonato di calcio delle conchiglie viene decomposto velocemente dall'acqua dolce, tuttavia le qualità chimiche uniche di queste acque rallenta questo processo. Molto più veloce è il ciclo vitale di questi molluschi (soprattutto Neothauma tanganicense, Lavigeria grandis, Pila ovata e Paramelania demoni) che muoiono lasciando il guscio vuoto sul fondale, assieme a decine di migliaia di altri.